# Crésuz
Crésuz é uma comuna da Suíça, no Cantão Friburgo, com cerca de 288 habitantes. Estende-se por uma área de 1,80 km², de densidade populacional de 160 hab/km². Confina com as seguintes comunas: Broc, Cerniat, Charmey, Châtel-sur-Montsalvens.
A língua oficial nesta comuna é o Francês.